# Shell Canada Products Ltd. c. Vancouver (Ville)
Shell Canada Products Ltd. c. Vancouver (Ville) est un arrêt de principe de la Cour suprême du Canada en droit administratif canadien rendu en 1994, concernant la notion de discrimination en contexte municipal. 

## Les faits
Shell Canada vend des produits du pétrole à Vancouver. Le conseil municipal exige par résolution que Royal Dutch Shell « se retire complètement de l'Afrique du Sud ». En réaction au refus de Shell, la ville de Vancouver décide d'acheter des produits d'une autre société. La Cour suprême de la Colombie Britannique a annulé les résolutions pour un motif d'excès de compétence municipale. La Cour d'appel a infirmé ce jugement. Shell Canada fait appel en Cour suprême.

## Décision
Le pourvoi de Shell Canada est accueilli.

## Motifs du jugement
Les résolutions sont  une forme de discrimination non autorisée malgré leur objet municipal. Les municipalités peuvent établir 
des distinctions pour des motifs commerciaux ou d'affaires, un pouvoir qui est accessoire à la compétence d'exploiter une entreprise ou d'acquérir des biens. Toutefois, des conclusions concernant la politique d'un État étranger ne sont pas essentielles pour l'exercice de ces pouvoirs. La Charte de Vancouver n'autorise pas ce type de discrimination et en outre, elle l'interdit.
La Cour suprême formule ainsi le principe derrière son jugement au paragraphe 2 de la p. 259 du jugement : « La discrimination n'est pas interdite en soi. Ce qui est interdit, c'est la discrimination qui excède les pouvoirs de la municipalité définis par sa loi habilitante. La discrimination dans ce contexte municipal est donc un concept différent de la notion de discrimination dans le contexte des droits de la personne ».